# Archieparchia Trypolisu Libańskiego
Archieparchia Trypolisu Libańskiego (łac. Tripolitanus Graecorum Melkitarum) – eparchia Kościoła melchickiego w metropolii Tyru w Libanie. Została ustanowiona 21 marca 1897 roku, 18 listopada 1964 uzyskała status archieparchii. 